# Carmelo Micciche
Carmelo Micciche (Uckange, 16 de agosto de 1963) é um treinador e ex-futebolista francês que atuava como atacante. Atualmente comanda o time feminino do ESAP Metz.

## Carreira como jogador
Revelado pelo Metz, Micciche foi integrado ao elenco principal em 1980, quando ainda atuava pela equipe B, onde estava desde 1979. Para ganhar mais experiência, foi emprestado para Stade Quimpérois, Sarreguemines e Thionville entre 1983 e 1984, quando foi reintegrado ao time principal dos Grenats, onde permaneceu até 1989. Neste ano, assinou com o Olympique de Marseille, porém só disputou 4 jogos antes de regressar ao Metz para atuar no restante da temporada.
Passou ainda pelo Cannes (onde chegou a jogar com Zinédine Zidane, ainda em início de carreira) e pelo Nancy antes de sua primeira experiência fora de seu país: em 1993, assinou com o Hapoel Petah Tikva de Israel, onde permaneceu até 1996.
Já veterano, Micciche vestiu ainda as camisas de Rodange (Luxemburgo), Forbach, Bleid (Bélgica), AS Florange, AS Talange e ESAP Metz, última equipe de sua carreira, encerrada em 2012. Ele ainda chegou a defender o time de veteranos do ESAP por 2 temporadas antes da aposentadoria definitiva como jogador, aos 50 anos.

## Carreira como treinador
Durante suas passagens por Forbach, Bleid e AS Talange, Micciche acumulou as funções de jogador e treinador. Desde 2013, comanda o time feminino do ESAP Metz.

## Seleção Francesa
O atacante estreou pela Seleção Francesa em abril de 1987, contra a Islândia, pelas eliminatórias da Eurocopa do ano seguinte, marcando um gol na vitória por 2 a 0. Esta foi também a última partida disputada por Michel Platini com a camisa dos Bleus. Uma lesão no joelho prejudicou o desempenho de Micciche no restante da temporada com o Metz, e ele não voltaria a ser convocado.

## Vida pessoal
Os pais de Micciche eram naturais da ilha italiana da Sicília, tendo se mudado para a região da Lorena ainda na década de 1960.

## Títulos
Metz
- Copa da França: 1987–88

Olympique de Marseille
- Ligue 1: 1988–89